# Frederick Converse
Frederick Shepherd Converse (ur. 5 stycznia 1871 w Newton w stanie Massachusetts, zm. 8 czerwca 1940 w Westwood w stanie Massachusetts) – amerykański kompozytor i pedagog.

## Życiorys
W latach 1889–1893 studiował na Uniwersytecie Harvarda u Johna Knowlesa Paine’a. Od 1894 do 1896 roku kształcił się w Bostonie u Carla Baermanna i George’a Whitefielda Chadwicka. Między 1896 a 1898 rokiem przebywał w Monachium, gdzie był uczniem Josefa Rheinbergera. Był wykładowcą New England Conservatory of Music (1900–1902) i Harvard College (1903–1907). W 1907 roku zrezygnował z działalności pedagogicznej, poświęcając się komponowaniu. W 1920 roku powrócił do zawodu nauczyciela, obejmując kierownictwo wydziału teorii w New England Conservatory of Music. W latach 1931–1938 był dziekanem tej uczelni.
Od 1908 do 1914 roku był wiceprzewodniczącym Boston Opera Company. Otrzymał David Bispham Medal (1926) oraz doktorat honoris causa Uniwersytetu Bostońskiego (1933). Od 1937 roku był członkiem American Academy of Arts and Letters.

## Twórczość
W swojej muzyce nawiązywał początkowo do wzorców późnoromantycznych (Richard Wagner, Richard Strauss). Później w jego twórczości ujawniają się różne wpływy, np. inspirowany Pacific 231 Arthura Honeggera utwór Flivver Ten Million, ilustrujący losy 10-milionowego samochodu z fabryki Forda. Uprawiał głównie twórczość operową i orkiestrową. W swoich dziełach scenicznych poruszał tematykę miłosną, baśniową i społeczną. Jego opera The Pipe of Desire była pierwszą operą amerykańską wystawioną w Metropolitan Opera (1910).

## Ważniejsze kompozycje
(na podstawie materiałów źródłowych)

### Utwory orkiestrowe
- 5 symfonii (I d-moll 1898, II c-moll 1919, III e-moll 1921, IV F-dur 1934, V f-mol 1939)
- poemat symfoniczny The Mystic Trumpeter (1904)
- poemat symfoniczny Ormazd (1911)
- poemat symfoniczny Ave atque vale (1916)
- poemat symfoniczny Song of the Sea (1923)
- poemat symfoniczny Flivver Ten Million (1926)
- poemat symfoniczny California (1927)
- 2 poematy symfoniczne Night and Day na fortepian i orkiestrę (1901)
- uwertura Youth (1901)
- uwertura Euphrosyne (1903)
- Festival March (1899)
- Festival of Pan (1899)
- Endymion’s Narrative (1901)
- Elegiac Poem (1925)
- suita American Sketches (1928)
- Koncert skrzypcowy (1902)
- Concertino na fortepian i orkiestrę (1932)
- Rhapsody na klarnet i orkiestrę (1938)
- marsz koncertowy Salutation (1935)
- 3 Old-fashioned Dances na orkiestrę kameralną (1938)
- Haul Away, Jo! (1939)

### Utwory kameralne
- 3 kwartety smyczkowe (I Es-dur 1896, II a-moll 1904, III e-moll 1935)
- Septet na klarnet, fagot, róg, fortepian i trio smyczkowe (1897)
- Trio fortepianowe e-moll (1932)
- Prelude and Intermezzo na sekstet dęty (1938)
- 2 Lyric Pieces na kwintet dęty (1939)

### Utwory wokalno-instrumentalne
- La belle dame sans merci na baryton i orkiestrę (1902)
- Laudate Dominum na chór męski, instrumenty dęte i organy (1906)
- oratorium Job na głosy solowe, chór i orkiestrę (1906)
- kantata The Peace Pipe (1915)
- kantata The Answer of The Stars (1919)
- kantata The Flight of the Eagle (1930)
- poemat symfoniczny Prophecy na sopran i orkiestrę (1932)

### Opery
- The Pipe of Desire (1905, wyst. Boston 1906)
- The Sacrifice (1910, wyst. Boston 1911)
- Beauty and the Beast (Sindbad the Sailor) (1913, nie wystawiona)
- The Immigrants (1914, nie wystawiona)

### Muzyka filmowa
- Puritan Passions (1923)